# Église Saint-Nicolas de Camps-en-Amiénois
L'église Saint-Nicolas de Camps-en-Amiénois est située à Camps-en-Amiénois dans le département de la Somme à environ 20 km à l'ouest d'Amiens.

## Historique
La construction de l'église de Camps-en-Amiénois remonterait au XIIIe siècle. L'édifice fut reconstruit par la suite (sans qu'on ne puisse déterminer les dates). Le portail est protégé au titre des monuments historiques : inscription par arrêté du 4 mars 1926.

## Caractéristiques

### Extérieur
Le portail est le seul vestige d'édifice précédent. La « main pendante bénissant de deux doigts » ornant en haut-relief le tympan du portail (mentionnée par le Père Daire est de nos jours en partie cachée par un autre représentant un groupe de quatre personnages (les Évangélistes), autour d'une table basse (ou écritoire sur pieds). Les deux à l'arrière-plan sont debout, et les deux assis à l'avant ont chacun un livre ouvert. Le personnage de gauche tient son livre pressé contre sa poitrine et celui de droite montre du doigt quelque chose sur le sien posé sur l'écritoire. Des traces de peinture sont encore nettement visibles sur les vêtements des deux personnages du fond.
Le clocher construit au dessus de la croisée du transept est de forme octogonale avec un toit en flèche recouvert d'ardoises. Une tourelle d'accès a conservé son escalier.

### Intérieur
À l'intérieur de l'édifice, une statue de saint Éloi y a été répertoriée. S'y trouvent aussi la statue de la Vierge de Pitié, en pierre calcaire polychrome et dorée (provenant de la chapelle Saint-Milfort), deux statues grandeur nature, en bois, représentant saint Jean-Baptiste et saint Nicolas et installées de part et d'autre du maître-autel, et une de la Vierge à l'Enfant, en pierre calcaire badigeonnée en blanc.
Cette Vierge de Pitié du XVIe siècle se trouvait dans la chapelle de dévotion à Saint-Milfort et a été ramenée dans l'église. Elle est classée depuis le 28 mai 2004,.